# Jacques Rasteau
Jacques Rasteau, né à La Rochelle le 25 août 1680 et mort dans la même ville le 26 février 1756, est un capitaine de navire, négociant, banquier, et armateur français. Il est également l'un des plus importants négriers de La Rochelle.

## Biographie

### Origines et débuts
D'une famille protestante, Jacques Rasteau est le fils de Jacques Rasteau, maître de barque à Marennes, et de Suzanne Hérault. 
Il devient capitaine de navire entre 1700 et 1705. Il navigue pour la Guadeloupe en 1706 et La Havane en 1708. L'année suivante, il commande Le Profond pour le roi vers les îles d'Amérique, dont il a un intéressement de 2/6 sur l'armement et la cargaison avec Paul-François de Pont (1661-1744), oncle de sa future épouse, Suzanne-Sara Seignette.

### Armateur et négrier

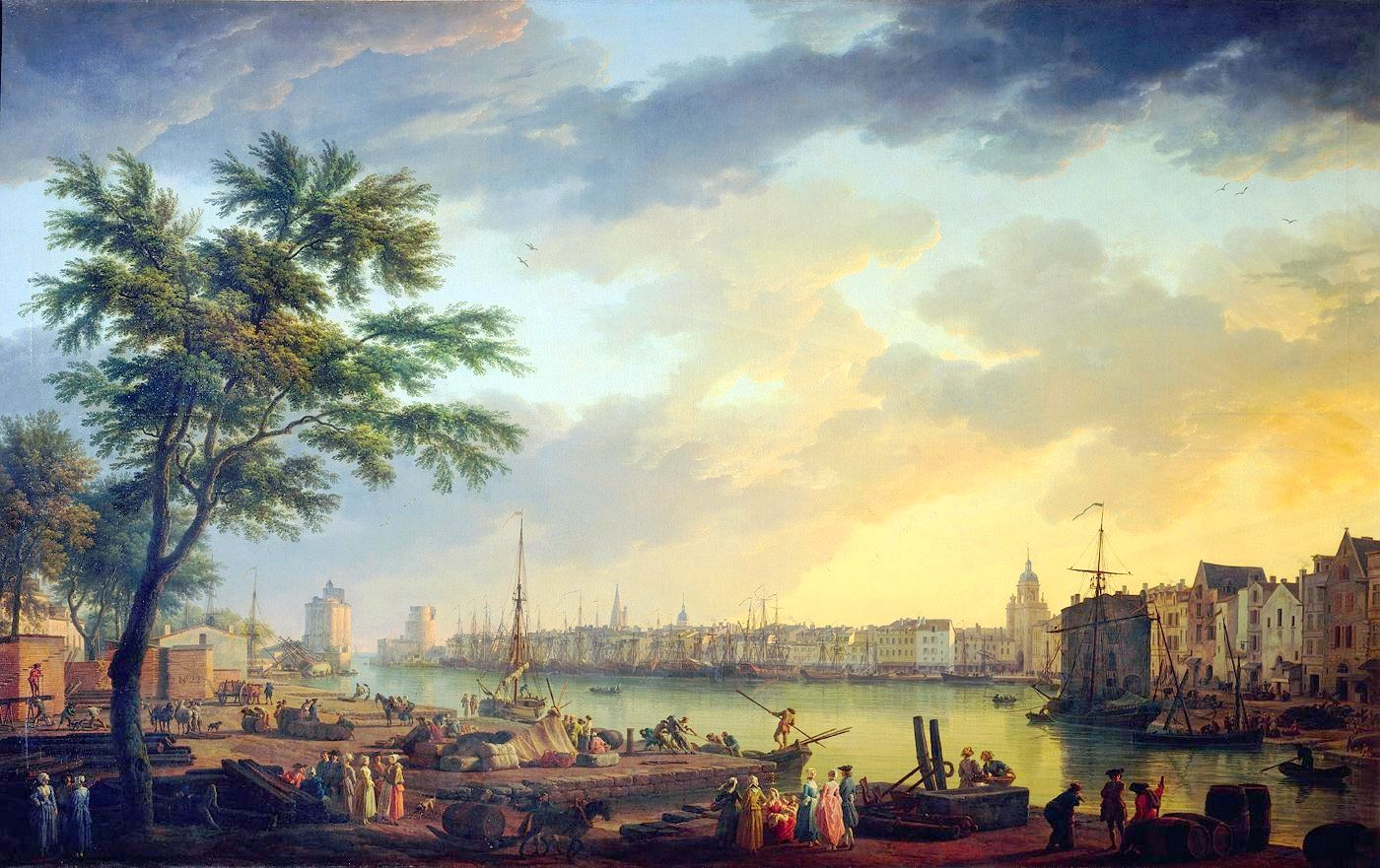
Vue du port de La Rochelle, prise de la petite Rive (Vues des ports de France).

À l'époque de son mariage vers 1710, il met en place son entreprise d'armement, devenant l'un des plus importants et riches armateurs de La Rochelle. Il arme 25 navires entre 1727 et 1747. Sur cette période, il arrive au second rang des armateurs rochelais avec 67 campagnes (contre 90 pour Théodore de La Croix, 48 pour les Belin et 26 pour Giraudeau), avec une stratégie de diversification. 
Il arme pour la côte de Guinée dès 1726. Un tiers de ses armements sont destinés à la traite négrière, malgré les risques inhérents à ce commerce (mise de fonds considérable, usure plus rapide des coques, naufrage, révolte de captifs et perte d’une partie de la cargaison d'esclaves - 20% en moyenne pour la maison Rasteau).
Commerçant avec la Nouvelle-France, il serait, selon Émile Garnault, le premier Rochelais à armer un navire pour la Louisiane en 1731. Ses navires de droiture partent pour les colonies de Saint-Domingue, la Nouvelle-Orléans et Cayenne.
Ancien capitaine de navire lui-même, il s'appuie principalement sur ses fils et ses relations familiales pour commander ses navires. Il dispose également d'un réseau de personnes en Europe et dans les îles : les commissionnaires du Port-de-Paix, du Fond-de-l'Île-à-Vache et du Cul-de-Sac, ainsi trois de ses fils et un de ses gendres négociants ou planteurs à Saint-Domingue ; son fils Paul à la Nouvelle-Orléans ; le réseau protestant en Europe (David Bion à Amsterdam, Pierre Boué à Hambourg, Jacob Albert à Londres, Jacques Mousnier et John Morshead Jr à Plymouth). Grâce à sa fortune et un bon réseau de renseignements aux Isles et en Europe, il peut spéculer sur de la marchandises et de l'outillage, qu'il stocke dans ses magasins dans l'attente des moments les plus favorables, afin de faire le plus de profit possible.

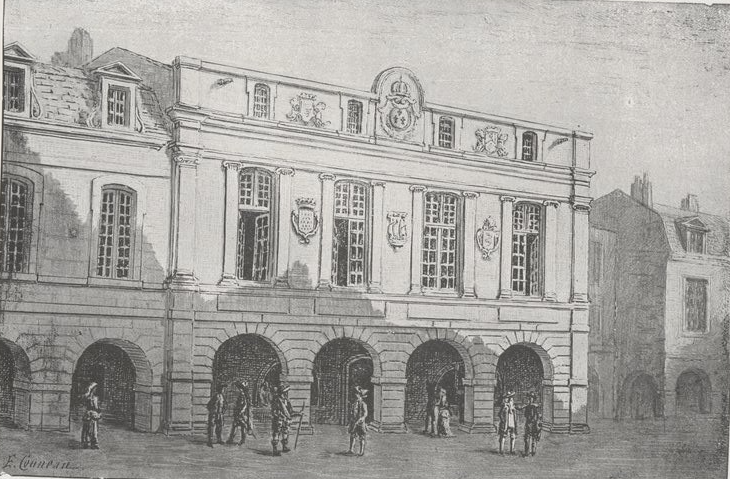
L'hôtel de la Bourse au XVIIIe siècle, siège historique de la Chambre de commerce de La Rochelle.

Il gagne rapidement une importante place et position sociale dans la cité rochelaise. Lors de la création de la Chambre de commerce de La Rochelle en 1719, il prend part à l'élection du député du commerce chargé d'assurer la liaison avec Versailles. En 1721, il compte parmi les 28 négociants qui désignent pour la première fois les deux syndics. Élu quatrième syndic de la Chambre de commerce en 1723 puis second syndic en 1725, il en est élu directeur le 26 octobre 1734, fonction qu'il conserve jusqu'en 1737. 
Durant la guerre de Succession d'Autriche, entre 1743 et 1745, les Anglais s'emparent de quatre de ses navires (Le Lion d'Or, l'Aimable-Suzanne, la Diane et le Saint-Paul), constituant une perte de 2 373 425 livres. Trois de plus sont capturés en 1748 (Saint Jacques, Le Profond  et L'Espérance).
En 1748, il se retire des affaires, les laissant à ses fils Pierre-Jacques et Pierre-Isaac.

### Patrimoine foncier

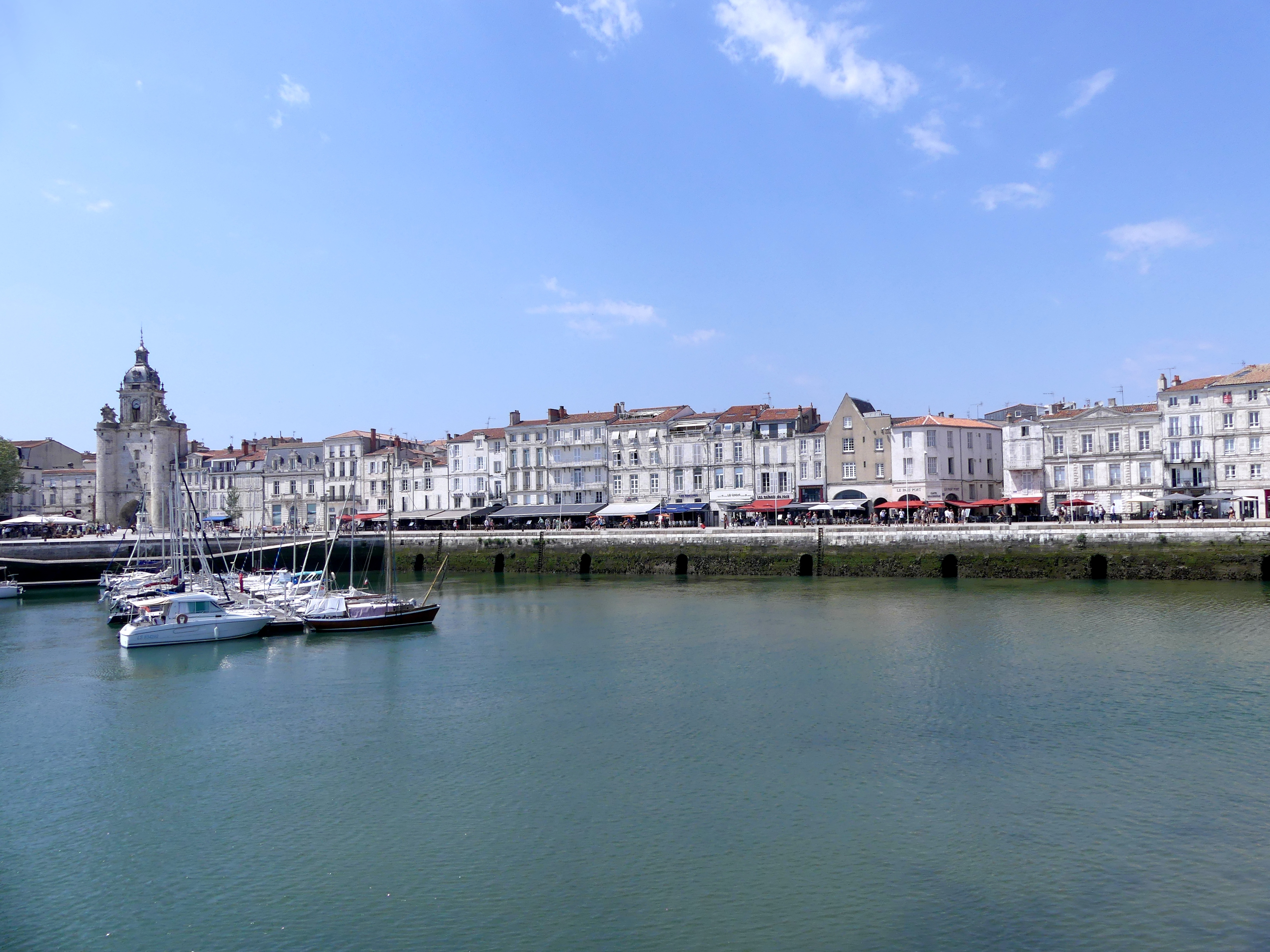
Grand Rive, actuel quai Duperré, en face du vieux-port.

Sa demeure familiale est située « Grande rive » (actuel quai Duperré), face au port, sur la paroisse Saint-Sauveur. En 1720, il acquiert la maison voisine de Louis Poirel du Gué d'Alleré, conseiller au présidial, et se fait construire, à la place de cette maison et d'une partie de la sienne, un hôtel particulier, en trois corps de logis, évalué à 340 000 livres. Il est également propriétaire d'une maison de campagne à Rompsay, consistant en une borderie avec maison bourgeoise avec jardin, terres, prés et vignes. À cela s'ajoutent de nombreuses rentes foncières et hypothécaires.
Il possède également des magasins à La Rochelle et à Saint-Domingue, une « maison et raffinerie à sucre » située rues de Dompierre (actuelle rue Fleuriau) et de Saint-Yon à La Rochelle, ainsi que des marais salants sur l'île d'Oléron.

### Mariage et descendance
Marié vers 1710 à Suzanne Sara Seignette, petite-fille d'Élie Seignette et nièce de Paul-François de Pont des Granges, il est le père de 16 enfants :
- Suzanne Sara (1711)
- Jacques (1712-1769), monnayeur à la Monnaie de La Rochelle, armateur, syndic de la Chambre de commerce, marié avec Marie Elisabeth Paillet
- Élie Nicolas (1713)
- Antoine Paul (1714), établi en Louisiane, marié à la fille d'Ignace François Broutin
- Élisabeth Marie (1715-1720)
- Marie-Marguerite (1716), qui épouse en 1737 Allard-Élie Belin, monnayeur à la Monnaie de la Rochelle puis armateur, directeur de la Chambre de commerce. Sa dot s'élève alors à 100 000 livres[1] (l'équivalent d'un million d'euros de 2025[4]).
- Marie-Anne (1718-1778), épouse de Jacques Carayon, négociant-armateur, directeur de la Chambre de commerce
- Esther Charlotte (1720)
- Jean-Benjamin (1721), capitaine de navire
- Jacob Nicolas (1722), capitaine de navire puis armateur à Saint-Domingue
- Elisabeth (1724), épouse de François Louis Giraudeau, seigneur d'Aventon, capitaine de navire et armateur, officier commensal de la maison du roi
- Gabriel (1725), négociant à La Rochelle et à Port-au-Prince
- Marie (1726-1801), épouse de Pierre-Élisée Paillet, négociant, puis de Nicolas Suidre, négociant, syndic de la Chambre de commerce
- Jeanne Esther (1727), épouse de Jean Manié, négociant à Saint-Domingue
- Pierre-Isaac (-1780), armateur, syndic de la Chambre de commerce et député du commerce, marié avec Suzanne Belin. Père d'Étienne-Isaac Rasteau, président de la Chambre de commerce, et grand-père de Jean-Jacques Rasteau
- Nicole (-1737), épouse de Jean Vivier, armateur, syndic de la Chambre de commerce
- Madeleine Henriette (1729-1789), épouse d'André Bernon, maître de la Monnaie
- Louise Marie Sara (1730), épouse d'Abraham Cassemain, négociant à Marennes
- Henriette (1733-1796), épouse de Louis Benjamin Seignette, négociant-armateur, syndic de la Chambre de commerce